# Survarium
Survarium — безкоштовний багатокористувацький онлайн-шутер від першої особи (F2P MMOFPS), який розробляла українська компанія Vostok Games, створена вихідцями з компанії GSC Game World. Розробку гри анонсували 25 квітня 2012 року, а вихід на ПК — під кінець 2013 року. 4 квітня 2013 року розпочалася реєстрація учасників на альфа-тестування гри. А вже 20 грудня 2013 стартував закритий бета-тест (де також було додано українську локалізацію). 7 лютого 2022 року, розробники оголосили про відімкнення серверів гри в кінці травня і закриття гри.
Події гри розгортаються в недалекому майбутньому та побудовані навколо масштабної екологічної катастрофи на Землі, причини якої достеменно невідомі. В режимі PvP, до 16-ти гравців діляться на дві рівні команди, змагаючись в одному з шести режимів, на одній з дванадцяти локацій (у командах можлива пропорційна присутність ботів, за недостатньої кількості реальних гравців). В режимі PvE (CO-OP), до 3-ох гравців проходять разом місію, що має три рівні складності. Також присутні навчальна місія і тренувальний режим з ботами.
За словами розробників, концепція Survarium — це нова ступінь еволюції ідеї S.T.A.L.K.E.R., розробці якої вони присвятили 10 років. Події в грі виходять за рамки закритої території Чорнобильської зони, поширюючись на весь світ.
Української мови не було на офіційних вебресурсах гри, попри попередні плани розробників додати її.

## Ігровий процес

### Режими гри
PvP - присутні три види змагань: «Гравець проти гравця» (можлива присутність ботів і загонів гравців), «Рейтинговий бій» (відсутній повтор моменту смерті і індикатор потраплянь по персонажам; недоступні режими: «Бійня», «Пейнтбол»), «Користувацький матч» (тренувальний чи клановий бій, з можливістю обрати гравців і умови поєдинку). Гравці, сформовані у команди за особистим рейтингом (Ело), протистоять в одному з шести режимів:
- Захисний пристрій - на локації в трьох визначених місцях розташовані зарядні пристрої. Контейнери з батареями з'являються в них випадковим чином, через певний проміжок часу. Командам потрібно виявити й принести контейнери на свою базу. Перемагає команда, яка першою збере всі контейнери, чи доставить більше контейнерів на базу за відведений час. Важливо не тільки виявити і принести контейнери, але й не дати супротивнику їх захопити, чи викрасти з власної бази. Особливістю є те, що персонаж з контейнером в руках лишається вразливим, й не в змозі захистити себе — тож команді неодмінно потрібно його захищати.
- Дослідження - завдання команд у цьому режимі — контролювати установки для вивчення аномальної активності. Захопивши і утримуючи точку, команда отримує бали дослідження. Перемагає команда, яка першою завершить дослідження аномальної активності, чи набере більше балів за відведений час матчу.
- Командний бій - класичний для шутерів режим Team Deathmatch (укр. командний бій на смерть). Правила прості: вбивай супротивників й старайся не потрапляти під кулі сам. Перемагає команда, що вб'є всіх супротивників, чи знищить більше ворогів за відведений час.
- Бійня - командний бій, в якому змагання розгортаються на невеликих по розміру локаціях (спеціальні варіації ігрових локації), з максимальною концентрацією напруженості бою.
- Знайти та знищити - десятеро гравців діляться на дві рівні команди супротивників. Мета команди що атакує — доставити артефакт «Сяйво Лісу» в один з двох контейнерів, та завадити його дезактивації після цього. Контейнери захищає інша команда, яка повинна завадити доставці артефакту, чи вчасно дезактивувати доставлений артефакт. Обидві команди здатні перемогти в раунді просто знищивши всіх супротивників. Команди грають короткі три раунди в одній з ролей (нападник чи захисник) і потім міняються місцями — допоки одна з команд не здобуде перемогу в п'яти раундах.
- Для режиму доступні: спеціальна локація «Покинута база»; дві варіації локації «Радіолокаційна база „Восток“»; варіація локації «Школа».
- Пейнтбол - командний бій, в якому всі гравці озброєні тільки пейнтбольним маркером і одягнені в однакове спорядження, без впливу вмінь.
 Для режиму доступні варіації локацій: «Тараканівський форт», «Школа», «Радіолокаційна база „Восток“».

PvE  - для нових гравців існує навчальна місія, що дозволить ознайомитись з основами гри. Цьому також сприяє режим «Тренування з ботами» — в якому можна обирати певні режими гри, локації і погоду.
З оновленням 0.50, в гру була додана командна сюжетна місія (CO-OP):

Персонажі Чорного ринку і Поселення «Край» (концепт-арт)

- Персонажі Чорного ринку і Поселення «Край» (концепт-арт) Небезпечне знання - місія розрахована на проходження загоном з трьох персонажів (можна проходити й одному, чи удвох), і для успішного її завершення необхідно виконати ряд завдань. Хоча б один гравець повинен досягнути кожної з декількох ключових точок: в цьому випадку інші учасники загону відроджуються і йдуть далі. У випадку смерті всіх бійців загону, місія рахується проваленою. За успішне проходження, учасники загону отримують нагороду, за кожен сховок знайдений під час місії. Дія відбувається на окремій локації з безліччю відкритих і закритих просторів, та розповідає про протиборство Чорного ринку й Армії відродження, а також привідкриває таємницю над секретними науковими експериментами, що призвели до появи Лісу.

### Угрупування в грі
- Бродяги — вцілілі що об'єднались, щоб збільшити свої шанси на виживання, та започаткували свій табір біля одного з колишніх населених пунктів[10].
- Чорний Ринок — група подорожніх, що облаштували покинуту байкерську стоянку під власну базу[11].
- Армія Відродження — об'єднання залишків регулярних армій різних країн центральної Європи, та східної Європи[12].
- Поселення «Край» — угрупування що розташоване на краю безпечних територій і Лісу[13].

### Ігрові локації

Вид ігрової локації Тараканівський форт

```
Рудня
                              
 
Чорнобильська зона відчуження
          від 
альфа-тесту
```

Рудню розшукали блукачі, що нишпорили по околицях в пошуку здобичі. Яким же було їх здивування, коли вони виявили тут не просто покинуте село, а цілий експериментальний полігон. Певна загадкова організація проводила тут біологічні дослідження й ставила досліди над тваринами. Повсюди були розкидані клітки, а на рослинах виднілись якісь дивні сліди.
```
Школа
                              
*
                                       від альфа-тесту
```

Одного ранку їх розбудив жахливий гул — коренева система дерев ламала бетонні плити у дворі школи. Коріння тягнулось до місць, де люди тримали оборону, руйнуючи стіни і відкриваючи проходи до них. Зграї змінених тварин вривались в проломи, захиститись від них не було ніякої можливості — не вижив ніхто…
```
РЛС «Восток»
                       
*
 
Урал
                                  від альфа-тесту
```

Згодом зв'язок зі штабом було втрачено. Гарнізон вів жорстокі бої, намагаючись захистити базу. Техніки переналаштували антену, а згодом зловили повідомлення від Армії Відродження, в якому вона закликала до відступу на південь, для перегрупування сил.
```
Хімзавод
                           
*
                                       від альфа-тесту
```

Помста природи була безжалісною. Хмара спор накрила комплекс непроникною пеленою, знищивши майже весь персонал. Відсутність обслуговування призвела до витоку хімікатів й зараження місцевості.
```
Тараканівський форт
                
 
Тараканів
                              від закритого 
бета-тесту
```

Тараканівський форт — система оборонних укріплень, побудованих в дев'ятнадцятому столітті.
 По іронії долі, форту не довелось брати участь в основних подіях ні першої, ні другої світових воєн.
 Довгий час він використовувався не по призначенню, і повільно руйнувався під ударами часу.
Все змінилось після катастрофи. Група колишніх вчених вподобала прихований від сторонніх очей форт, розташований біля самого краю Лісу.
 З часом до них приєднались й інші уцілілі. На місці закинутого форту росло і процвітало поселення.
 Віра у всемогутні сили природи і символізм зайняли важливе місце в житті тамтешніх поселенців, тому на території фортеці був споруджений дивний вівтар в оточенні тотемів, а стіни прикрасили особливі ритуальні знаки.
```
мамаїв курган
                          меморіальний комплекс                  від 0.21a
```

```
лабораторія «вектор»
                   днц вб «вектор»                        від 0.24а
```

«вектор» створювався як спеціалізований науковий центр по вивченню вірусів і бактерій. Дослідження проводились в двох напрямках — пошук ефективних ліків і засобів захисту, а також створення і виробництво біологічної зброї.
Закономірно, що саме ця лабораторія одною з перших відчула на собі помсту природи. Вже в перші місяці появи Лісу зв'язок з лабораторією був втрачений, а весь персонал опинився заблокованим на території комплексу. Уряд здійснив спробу евакуації персоналу в найближче місто, але, рятувальна експедиція навіть не змогла наблизитись до лабораторії. Тим часом проблеми накопичувались: місто опинилося в оточенні Лісу, і про плани порятунку лабораторії довелось забути.
Протягом довгих років тривала оборона міста. Люті атаки змінювались періодами спокою, і тоді, з дахів будинків, вцілілі могли спостерігати яскраві спалахи блискавок в небі над лабораторією.
```
Кельнський міст
                    
 
Кельн
                                  від 0.24а
```

Однією з таких перепон стала річка Рейн, що поділяє західну Європу від Альп до Північного моря. Якийсь час об'єднаним силам Європи вдавалось стримувати Ліс. Більшість мостів через Рейн були зруйновані. У великих містах було вирішено зберегти по одному мосту, щоб дати можливість вцілілим перейти на безпечну територію.
Потужні оборонні споруди з успіхом виконували свою функцію, та в кожній обороні рано чи пізно з'являється прогалина. Так сталось і з Рейнським рубежем. Ліс знайшов спосіб подолати його, повністю захопивши Європу. Опинившись в оточенні, захисники Кельнського мосту продовжували оборону, тим самим перетворивши міст в притулок для сотень вцілілих.
```
Лондон
                             
 
Сент-Мері Екс 30
                       від 0.29
```

Після катастрофи в Лондоні знайшли притулок численні компанії з материку, яким довелось залишити старі офіси й тікати від Лісу. В одному з хмарочосів столиці влаштувала штаб-квартиру комерційна організація. Саме вона відповідальна за створення гербіциду, що використовувався для боротьби з Лісом. Водночас компанія займалась вивченням Лісу і розробляла плани по отриманню вигоди з ситуації що склалась.
На жаль, при реалізації захисних заходів влада не взяла до уваги можливі побічні наслідки. Вони не змусили на себе довго очікувати: через знищення тварин екосистема острову була порушена. Комахи що наплодились, в короткий термін винищили більшу частину рослинності, а посуха що настала опісля, остаточно знищила місцеву флору й перетворила Англію з Туманного Альбіону в Пустельний.
```
Градирня ЧАЕС
                      
 Чорнобильська зона відчуження          від 0.54 (доступна тільки в режимі «Бійня»)
```

```
Покинута база
                      
                                        від 0.58c (доступна тільки в режимі «Знайти та знищити»)
```

```
РЛС «Дуга»
                         
 Чорнобильська зона відчуження          від 0.61
```

### Зброя в грі
В грі представлено 79 моделей реально існуючої зброї (+117 модифікацій). З них: 12 пістолетів (+13 модифікацій); 13 пістолетів-кулеметів (+22 модифікації); 24 штурмові гвинтівки (+39 модифікацій); 5 кулеметів (+5 модифікацій); 11 дробовиків (+19 модифікацій); 6 карабінів (+9 модифікацій); 8 снайперських гвинтівок (+11 модифікацій).
Зброя, як і спорядження в грі, поділяються на 5 рівнів, та можуть відноситись до одного з угрупувань. Більшість моделей має декілька модифікацій, що в основному відрізняються зовнішнім виглядом. Кожна зброя, а також спорядження, мають 3 рівня вдосконалення — модифікатори, що дозволяють покращити певні характеристики. На вдосконалення витрачається особливий ігровий ресурс — деталі(чи золото). Чим вищий рівень предмету, тим вища вартість; самі ж деталі можна отримати після матчу, тощо. Також на зброю можна встановлювати модулі — різноманітні приціли, приклади, глушники, ручки, тощо. Вони надають нові ігрові можливості, та водночас покращують одні характеристики зброї, та переважно погіршують інші. Модулі випадковим чином випадають після перемоги в PVP матчі, тощо; та при встановленні мають прив'язку, з можливістю переносу на інший взірець за золото. Кожну модель зброї, що є в гравця, чи ігровому магазині, можна випробувати на спеціальній локації «Тир».
Зброю можна придбати за один з видів ігрової валюти:  — срібло (отримується після матчу, за виконання завдань, продаж предметів, тощо);  — жетони (видаються за проходження сезону ліги);  — золото (можливо придбати за реальні гроші, тощо).
Модифіковану зброю можливо отримати: за щоденні задачі чи матчі; в пошуку скарбів; заробляючи жетони в сезоні ліги; бравши/беручи участь в святкових подіях; купуючи за золото в преміум магазині; придбавши Steam Pack.

## Фабула
У 2020 році людство цілком втратило контроль над власними творіннями. Відбулись екологічні катастрофи, вибухи АЕС, хімічних заводів, масштабне забруднення великих територій. Цивілізація занепала, а дика природа поступово займає колишні людські володіння. Експансія Лісу і Велика пандемія раз і назавжди змінила карту земної кулі в світі Survarium.
2026 рік, непрохідний Ліс з усіх боків наступає на міста, очманілі тварини і птахи нападають на виробничі комплекси, військові споруди, склади та електростанції. Міста відрізані одне від одного, немає води, електрики, газу, зв'язок не працює. Держави розпадаються, анархія охоплює світ. Тепер сила вирішує, кому вижити. Тим часом, нові види рослин і тварин цілеспрямовано знищують людську цивілізацію. Дивні рослини і гриби проростають через бетон і залізо. Вчені всього світу безуспішно намагаються впоратися з аномалією, що розповзається по Землі з жахливою швидкістю.

## Розробка та підтримка
25 квітня 2012 року колишні співробітники GSC Game World, що працювали над S.T.A.L.K.E.R. 2, оголосили про створення нової компанії Vostok Games, та анонсували свій новий проект — безкоштовний багатокористувацький онлайн-шутер від першої особи Survarium. Також було відкрито офіційний сайт [Архівовано 4 червня 2017 у Wayback Machine.] компанії і випущено перший «Щоденник розробників» — відеоролик, в якому розробники розповідають про неочікуване припинення розробки S.T.A.L.K.E.R. 2, зародження концепту Survarium і нові виклики, що постали перед ними.
15 травня 2012 року розробники дали відповіді у формі FAQ на найбільш часто задавані і актуальні питання від гравців та преси. Також з'являється серія інтерв'ю, що знайомить публіку з персонами розробників.
7 липня 2012 року були опубліковані перші скріншоти гри, де було продемонстровано ігрову локацію «Рудня». За задумом розробників, ця локація розташована в зоні відчуження, недалеко від Чорнобильської АЕС. Також виходить «Щоденник розробників #2» — де розкриваються передісторія сюжету, можливості розвитку персонажа, взаємодію з угрупуваннями і заплановані режими гри. Загалом, до серпня 2014 року, було випущено дев'ять «Щоденників розробників» — що висвітлюють подробиці багатьох аспектів гри.
25 грудня 2012 року запущено офіційний портал [Архівовано 3 червня 2017 у Wayback Machine.] гри Survarium.
4 квітня 2013 року стартувала реєстрація на альфа-тестування гри та відкрито офіційний форум.
20 грудня 2013 року почався закритий бета-тест. Також в гру було додано українську і англійську локалізації.
30 червня 2014 року гра перейшла в стадію відкритого бета-тестування, з якого так і не вийшла.
2 квітня 2015 року гра стала доступною в «Steam».
7 серпня 2015 року, з оновленням 0.30, в гру було додано режим «Останній герой». А через 8 місяців, 5 квітня 2016, з оновленням 0.41, цей режим було прибрано з гри. Він позиціонувався як: перший в Survarium, де воюють не команди, а окремі гравці. Кожний боровся сам за себе, а слабкі гравці вибували з бою достроково. Для перемоги потрібно було набирати якнайбільше балів, вбиваючи інших персонажів і забираючи частину їх балів.
11 травня 2016 року, з оновленням 0.42, в гру було додано режим «Полювання за артефактом». А через 2 роки і 11 місяців, 2 квітня 2019, з оновленням 0.58c, цей режим було прибрано з основних в грі (режим доступний в «Користувацькому матчі»). У ньому команди змагалися за рідкісний артефакт «Сяйво Лісу», який періодично з'являвся в випадковому місці локації. Переможцем ставала команда, що доставить на свою базу 5 артефактів, чи доставить більше артефактів за час матчу. У разі рівної кількості артефактів у обох команд, після закінчення відведеного часу, запускався додатковий раунд — де за обмежений час потрібно принести артефакт, чи знищити більшу кількість супротивників, які уже не відроджуються.
24 жовтня 2017 року, з оновленням 0.50, в гру додано першу CO-OP місію «Небезпечне знання».
29 грудня 2017 року, з оновленням 0.51, в гру додано спеціальну новорічну подію, з новим режимом гри «Перегони озброєнь». Який після новорічних свят було вимкнено (режим повертався на новорічні свята). В цьому режимі: «кожен сам за себе». На окремій локації «ТЦ „Олів'є“», потрібно було вбивати супротивників, щоб отримати наступну зброю зі списку. Перемагав гравець, який першим здійснив вбивство останнім видом зброї (бурулькою), в ближньому бою.
20 квітня 2018 року, з оновленням 0.52, в гру додано спеціальну весняну подію, з новим режимом гри «Знайти та знищити». Ця ігрова подія тривала з 20 по 30 квітня. На окремій локації «Покинута база», десять гравців ділились на дві рівні команди супротивників. Метою однієї з команд було доставити спеціальний артефакт на базу — яку захищає інша команда, яка відповідно повинна завадити це зробити, чи вчасно дезактивувати доставлений артефакт; або знищити усіх супротивників. Команди грають короткі три раунди в одній з ролей(нападник чи захисник) і потім міняються місцями — допоки одна з команд не здобуде перемогу в п'яти раундах.
31 жовтня 2018 року, з оновленням 0.55, в гру введено єдиний рівень підбору матчів. Відтепер гравці відбираються для матчу за особистим рейтингом (Ело), а не по рівню спорядження і зброї.
Спеціальна подія на честь Геловіну тривала з 31 жовтня по 12 листопада. Під режим гри «Знайти та знищити», з попередньої весняної події, було адаптовано локацію «Школа» — правила залишились незмінними.
24 грудня 2018 року, з оновленням 0.56a1, стартувала новорічна подія «Перегони угрупувань», що тривала до 14 січня 2019 року. Щоб отримати спеціальні винагороди, потрібно було заробляти репутацію для улюбленого угруповання, борючись в PvP-матчах в певний час. Розклад боїв, та рейтинг угрупувань знаходились на сайті гри.
 Також з оновленням 0.56 була введена система престиж-рівнів для угрупувань. При досягненні в угрупуванні 5-того рівня, за кожні наступні 150 тисяч балів репутації гравець отримує черговий престиж-рівень, що також дає один бал в системі умінь.
2 квітня 2019 року, з оновленням 0.58c, в гру було додано режим «Знайти та знищити».
26 листопада 2020 року, з оновленням 0.65b, з'явилась можливість створювати «Користувацький матч» — тренувальний чи клановий бій з обраними умовами поєдинку.
17 лютого 2021 року, з оновленням 0.66a, в гру було додано режим «Пейнтбол» — командний бій, в якому всі гравці озброєні тільки пейнтбольним маркером і одягнені в однакове спорядження, без впливу вмінь.
20 січня 2022 року, з оновленням 0.69c, режим «Пейнтбол» було тимчасово замінено на режим «Перегони озброєнь».
7 лютого 2022 року, розробники оголосили про відімкнення серверів гри в кінці травня і закриття гри.
22 лютого 2022 року, вийшло оновлення 0.69d — останнє для гри.
31 травня 2022 року, о 23:59, ігрові сервери було вимкнено. Гра перестала бути доступною в «Steam». Офіційний портал гри також став недоступним.
Розробники засудили російське вторгнення в Україну.